# Colgar satum
Colgar satum är en insektsart som beskrevs av Medler 2000. Colgar satum ingår i släktet Colgar och familjen Flatidae. Inga underarter finns listade i Catalogue of Life.